# Пам'ятник братам Ельворті

Пам'ятник братам Ельворті у Кропивницькому

Пам'ятник братам Ельворті — пам'ятник англійським підприємцям братам Роберту і Томасу Ельворті, засновникам заводу «Ельворті» в місті Кропивницький.

## Загальна інформація
Пам'ятник розташований поруч з приміщенням музею ПАТ «підприємство» за адресою: вулиця Ельворті, буд. 1, м. Кропивницький (Україна), у безпосередній близькості до виробничих потужностей підприємства.
Пам'ятник було урочисто відкрито на честь 130-річчя від заснування підприємства (1874) в липні 2004 року.
Автори пам'ятника — скульптор М. О. Олійник і архітектор В. Є. Кривенко.
Усі фінансові витрати з виготовлення і встановлення пам'ятника узяло на себе підприємство ВАТ «Червона зірка», і монумент став своєрідним подарунком бюджетоутворюючого промислового гіганта рідному місту на честь 250-річчя Єлисаветграда-Кропивницького, що збіглось у часі з 130-літнім ювілеєм підприємства.
Почесне право відкриття пам'ятника було надано старшому онуку родини Ельворті — Майклу Кларксону Веббу. З вітальними словами на урочистій церемонії виступили Голова Кіровоградської обласної держадміністрації В. Компанієць, внуки Ельворті Майкл та Роджер Кларксон Вебб, а також Голова Ради директорів компанії «Югтехкомплект» А. В. Кирилов, що зробив перший внесок на зведення пам'ятника, та Голова спостережної ради ВАТ «Червона зірка» П. Штутман.

## Опис
Пам'ятник являє собою скульптурну композицію з бронзи, встановлену на прямокутний постамент з червоного граніту.
Пам'ятник братам Ельворті є повнофігурним і композиційно витриманим — Роберт сидить на стільці, притримуючись за тростину, його брат Томас стоїть поруч на повен зріст з руками, опущеними до невеликого стільчика. Погляди братів Ельворті, звернені до перехожих, сповнені гордощів і внутрішньої впевненості у добрій будучині започаткованої ними справи.